# Banho santo
O banho santo é um ritual religioso popular, onde centenas de crianças tomam parte em São Bartolomeu do Mar, Esposende, na tentativa de curar os seus medos, tais como o de "estar sozinho à noite, no escuro", afastar más influências e "esconjurar todas as doenças e malefícios do diabo". Esta tradição tem lugar no dia 24 de agosto durante a celebração da Festa de São Bartolomeu.
No ritual, a criança é agarrada pelo "banheiro" ou sargaceiro da freguesia, com seus trajes característicos, que as emerge num número de ondas ímpar, sendo em regra três, com o objectivo de a livrar de inúmeras maleitas enviadas pelo Diabo, tais como o medo, a gaguez e a epilepsia, que são as mais populares, entre muitas outras.[carece de fontes?]
Nesse rito, a criança era tomada no braço e mergulhada no meio das ondas, sendo-lhe feita o sinal da cruz e mergulhando-lhe a cabeça nas ondas, depois o seu corpo, sem recitar qualquer palavra ou oração. A água que lhe escorre é limpa da cara e volta-se a repetir o "banho".[carece de fontes?]
Uma vez dado o "banho" a criança é entregue aos pais ou familiares na areia, onde é dada uma recompensa, esmola, ao banheiro.
Nesse dia, os populares juntam-se aos milhares na praia, com roupa de domingo e fazem uma refeição ritual confeccionada à base de galinha preta. Também faz parte do ritual a oferta de uma galinha preta que é oferecida ao santo e deixada na sacristia.
| “ | Segundo a lenda, todos os anos, no dia 24 de Agosto, o diabo - simbolizado num cão atrelado à imagem de S. Bartolomeu - anda à solta, só voltando ao mar quando anoitece. Por isso, durante o dia, as crianças tomam banho nas águas 'puras' e, sobretudo, gélidas do Atlântico a fim de ser curadas de males como medo, gaguez ou epilepsia. Além disso, crianças e adultos pegam numa galinha preta ao colo, dão três voltas à igreja de S. Bartolomeu e passam - também três vezes - por baixo do andor florido que se encontra no interior do templo e que à tarde, com o cão atrelado, vai na procissão até à areia, onde é feito o sermão, perante milhares de pessoas que aproveitam para gozar um dia de praia. | ” |